# Richard Amyatt Hull
Sir Richard Amyatt Hull KG, GCB, DSO, britanski maršal, * 1907, † 1989.
Amyatt Hull je bil načelnik Imperialnega generalštaba (1961-1964), načelnik Generalštaba Združenega kraljestva (1964-1965) in načelnik Obrambnega štaba Združenega kraljestva (1965-1967). 